# Brug 2254
Brug 2254 is een bouwkundig kunstwerk in Amsterdam Nieuw-West.
Deze vrij korte brug is voor voetgangers en fietsers in een doorgaande route op de zuidelijke oever van de Machinetocht. Deze watergang heeft allerlei vertakkingen in de Middelveldsche Akerpolder, maar vormt ter plaatse de scheidslijn tussen de buurten De Aker Oost en De Aker West. De wandel- en fietsroute loopt van een kom in Osdorp tot aan de Ringvaart Haarlemmermeer. De paden liggen op maaiveldniveau en hebben ongeveer halverwege een obstakel; het talud van de Lirabrug (brug 1883) in De Alpen (de Aker West) en Ecuplein (De Aker Oost) over de Machinetocht. In de Lirabrug is daarom een onderdoorgang gemaakt, maar daar stuitte men op een nieuw obstakel; het water van de Ecukade. Om die te kunnen oversteken werd brug 2254 gebouwd.
De overgang van Ecuplein naar De Alpen wordt verzorgd door een stelsel aan bruggen:
- de Lirabrug; twee overspanningen over de Machinetocht met fietspaden en rijweg
- brug 2254, over het water van de Ecukade op maaiveldniveau
- brug 2255, over het water van de Ecukade op dijklichaamniveau
- brug 2256, een voetgangersbrug over de Machinetocht.

Voor het totaalpakket aan dit soort bruggen voor voetgangers en fietsers maakte architectenbureau Cepezed een soort bouwpakket voor bruggen, waarbij lengte en breedte al naargelang de wensen aangepast kon worden. De overspanning werd daarbij verzorgd door houten balken die om-en-om in de lengte aan elkaar gekoppeld werden door één pen. Daarop werden verzinkt stalen roosters en balusters geplaatst. De bruggen zagen er mooi uit, maar de praktijk was weerbarstiger dan de theorie. De roosters werden glad met regen en/of sneeuw en wind door de roosters liet ze fluiten. De roosters en balusters werden daarop vervangen door een houten brugdek en open leuningen.